# 四塩化テルル
四塩化テルル（しえんかテルル、Tellurium tetrachloride）は、実験式TeCl4の無機化合物である。揮発性で、0.1 mmHgの下、200℃で昇華する。融解した四塩化テルルはイオン性で、TeCl3+とe2Cl102-に解離する。

## 構造
気相では単量体であり、構造は、四フッ化硫黄に似る。固相では、四量体のキュバン型クラスターであり、Te4Cl4核の各々のテルル原子に3つの末端塩素が配位した構造である。あるいは、この四量体構造は、塩素が面心配位したTe4四面体のテルル原子ごとに3つの末端塩素が配位し、各々のテルル原子が歪んだ八面体を形成していると見ることもできる。

## 合成
粉末テルルの塩素化により得られる。
Te + 2 Cl2 → TeCl4
この反応は、加熱により始まる。生成物は蒸留により単離する。

## 利用
有機合成の分野で興味が持たれることがある。アルケンに付加してCl-C-C-TeCl3誘導体を与えた後、硫化ナトリウムによりテルルを除去できる。電子の豊富なアレンと反応すると、アリルテルル化合物が得られる。そのため、アニソールは、TeCl2(C6H4OMe)2となり、これはテルル化ジアリルに還元できる。

## 安全性
他のテルル化合物と同様に、毒性を持つ。また、加水分解すると塩化水素を遊離する。